# 2004年勁歌金曲優秀選第二回得獎名單
2004勁歌金曲優秀選第二回是為2004年度十大勁歌金曲舉行的第二次優秀選，於2004年12月18日晚上8時在將軍澳工業邨電視廣播城舉行，由崔建邦、何韻詩及胡諾言主持，優秀選歌曲會自動成為年尾舉行的十大勁歌金曲頒獎典禮的候選金曲。

## 得獎名單

### 優秀選得獎歌曲（按頒發次序排序）
- 按摩女郎 - 劉德華
- 娛樂大家 - 梁詠琪
- 愛與誠 - 古巨基
- 心眼 - 鄭希怡
- 艦隊 - 梁漢文
- 女人味 - Twins
- 翡翠劇場 - 黃耀明
- 886 - 薛凱琪
- 世上只有 - 容祖兒
- 好好戀愛 - 方力申、鄧麗欣
- 生還者 - 余文樂
- 小城大事 - 楊千嬅
- 艷光四射 - 何韻詩
- 美中不足 - 許志安、葉德嫻
- 空中飛人 - 李克勤

### Phone投歌曲獎
- 髮調橙 - 關心妍

### 最受歡迎國語歌曲獎
- 原來我有愛 - 劉德華
- 愛的天國 - 王心凌
- Happy Girl - 與非門

### 新星試打三屆台主
- 白日夢之戀 - 戴夢夢
- 換個話題 - 女生宿舍
- 演奏給 - 徐偉賢
- 先苦後甜 - 梁洛施

### 最受歡迎廣告歌曲獎
- 超時空接觸 - Twins、Boy'Z、梁洛施